# Rhymbocarpus neglectus
Rhymbocarpus neglectus är en lavart som först beskrevs av Edvard(Edward) August Vainio, och fick sitt nu gällande namn av Paul Diederich och Javier Etayo. Rhymbocarpus neglectus ingår i släktet Rhymbocarpus, ordningen disksvampar, klassen Leotiomycetes, divisionen sporsäcksvampar och riket svampar. Arten är reproducerande i Sverige.